# Gråsten
Gråsten (en alemán: Gravenstein) es una localidad danesa perteneciente al municipio de Sønderborg, en la región de Dinamarca Meridional.
Tiene 4190 habitantes en 2016, lo que lo convierte en la tercera localidad más importante del municipio tras Sønderborg y Nordborg.
Se sitúa 5 km al oeste de la capital municipal Sønderborg. El fiordo de Flensburg separa a Gråsten de la localidad alemana de Glücksburg.
La localidad es famosa por albergar el palacio de Gråsten, residencia de verano de la Familia Real Danesa.